# Alexander Leopold von Österreich

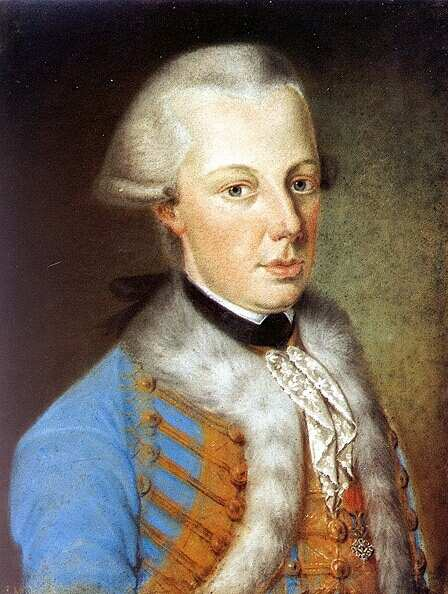
Alexander Leopold von Österreich

Alexander Leopold von Österreich (* 14. August 1772 in Florenz; † 22. Juli 1795 in Laxenburg) war österreichischer Erzherzog und Palatin von Ungarn.

## Leben

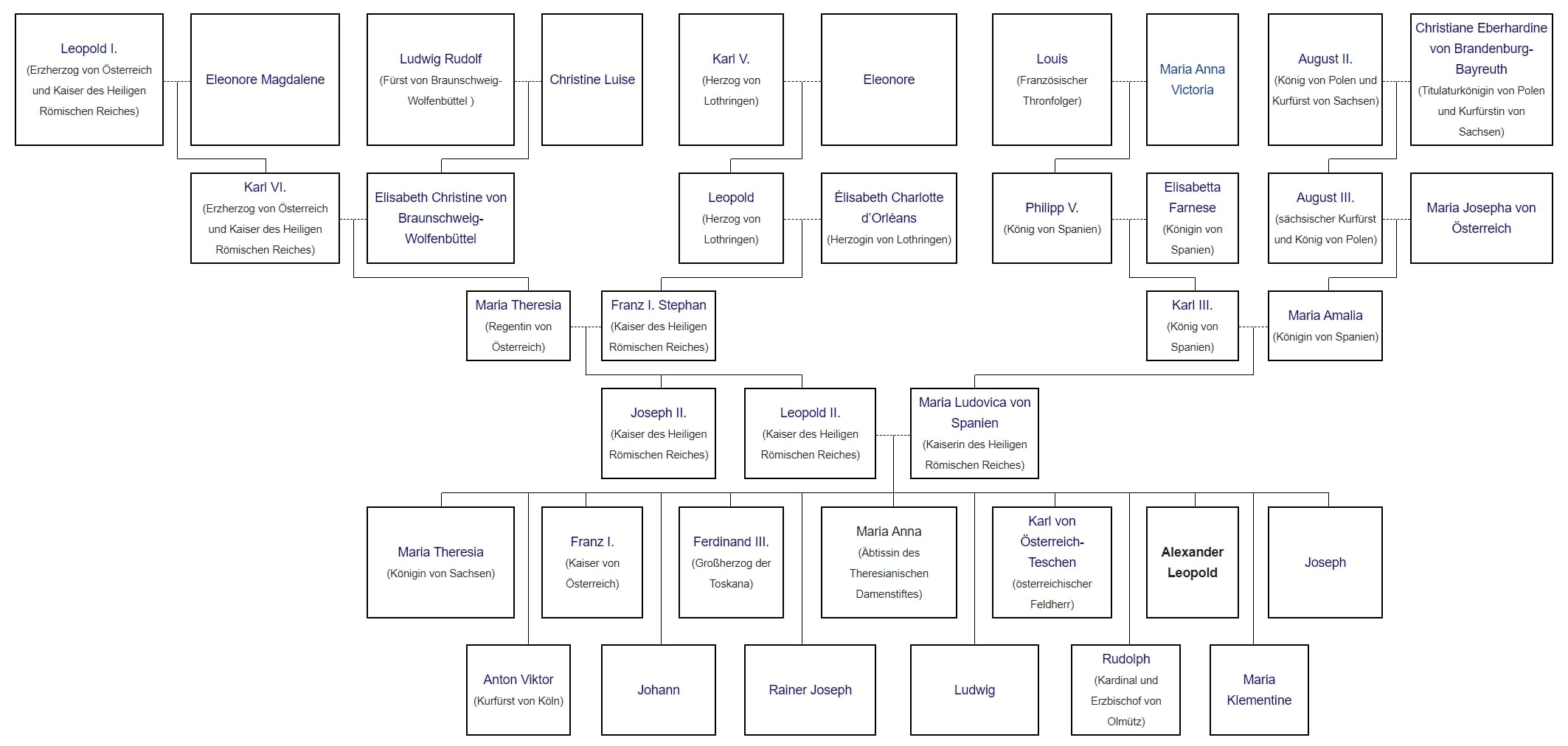
Stammbaum von Alexander Leopold

Er war der vierte Sohn von Kaiser Leopold II. und Kaiserin Maria Ludovica. Er interessierte sich während seiner Ausbildung vor allem für Mathematik und Chemie.
Der junge Erzherzog kam mit seinen Brüdern Karl, Ferdinand und Joseph 1790 nach Wien, als sein Vater als Nachfolger von Kaiser Joseph II. Kaiser wurde.
Im Königreich Ungarn hatte es seit 1765 keinen Palatin mehr gegeben. Das Land wurde durch eine Statthalterei regiert. Leopold II. änderte dies wieder und erlaubte die Wahl eines Palatins. Vom ungarischen Reichstag wurde Alexander Leopold noch 1790 zum Palatin gewählt. Damit war er der erste Habsburger, der dieses Amt bekleidete. Auch nach dem Tod des Vaters und der Thronbesteigung seines Bruders Franz II. behielt er dieses Amt.
Anfangs führte er wie sein Vater eine gemäßigte Regierung. Dies änderte sich aber nach der Jakobinerverschwörung von 1794. Die Aufständischen ließ er hart bestrafen, auch gemäßigte Würdenträger wurden abgelöst und die Herrschaft stützte sich vor allem auf Repressionen. Nach der Hinrichtung der führenden Köpfe der Verschwörung ging er 1795 zurück nach Wien, um seine angegriffene Gesundheit wiederherzustellen. Er zeigte in einer Denkschrift über die Lage in Ungarn, die er nach der Verschwörung verfasste, ein eher konservatives Weltbild. Unterschiede zwischen Klassen und Ständen wollte er nicht überwunden sehen, vielmehr plädierte er für ihre Bewahrung, gerade auch im Bereich des Bildungswesens.
Da er sehr interessiert an Chemie war, bereitete er persönlich ein Feuerwerk in Laxenburg zu Ehren von Theresia von Neapel-Sizilien vor. Dabei kam es zu einer Explosion, die Alexander Leopold tötete. Er gehört zu jenen 41 Personen, die eine „Getrennte Bestattung“ mit Aufteilung des Körpers auf alle drei traditionellen Wiener Begräbnisstätten der Habsburger (Kaisergruft, Herzgruft, Herzogsgruft) erhielten.
Das Amt des Palatins ging an seinen Bruder Joseph über.

## Vorfahren
| Ahnentafel Alexander Leopolds | Ahnentafel Alexander Leopolds                                                                              | Ahnentafel Alexander Leopolds                                                                              | Ahnentafel Alexander Leopolds                                                                    | Ahnentafel Alexander Leopolds                                                                                   | Ahnentafel Alexander Leopolds                                                | Ahnentafel Alexander Leopolds                                                    | Ahnentafel Alexander Leopolds                                                                   | Ahnentafel Alexander Leopolds                                                               |
| ----------------------------- | --- | --- | ------------------------------------------------------------------------------------------------ | --- | ---------------------------------------------------------------------------- | -------------------------------------------------------------------------------- | ----------------------------------------------------------------------------------------------- | ------------------------------------------------------------------------------------------- |
| Ururgroßeltern                | Herzog Karl V. Leopold (1643–1690) ⚭ 1678 Eleonore von Österreich (1653–1697)                              | Philipp I. von Bourbon (1640–1701) ⚭ 1671 Elisabeth Charlotte von der Pfalz (1652–1722)                    | Kaiser Leopold I. (1640–1705) ⚭ 1676 Eleonore Magdalene von Pfalz-Neuburg (1655–1720)            | Herzog Ludwig Rudolf von Braunschweig-Wolfenbüttel (1671–1735) ⚭ 1690 Christine Luise von Oettingen (1671–1747) | Ludwig von Frankreich (1661–1711) ⚭ 1680 Maria Anna von Bayern (1660–1690)   | Odoardo II. Farnese (1666–1693) ⚭ 1690 Dorothea Sophie von der Pfalz (1670–1748) | König August II. (1670–1733) ⚭ 1693 Christiane Eberhardine von Brandenburg-Bayreuth (1671–1727) | Kaiser Joseph I. (1678–1711) ⚭ 1699 Wilhelmine Amalie von Braunschweig-Lüneburg (1673–1742) |
| Urgroßeltern                  | Herzog Leopold Joseph von Lothringen (1679–1729) ⚭ 1698 Élisabeth Charlotte de Bourbon-Orléans (1676–1744) | Herzog Leopold Joseph von Lothringen (1679–1729) ⚭ 1698 Élisabeth Charlotte de Bourbon-Orléans (1676–1744) | Kaiser Karl VI. (1685–1740) ⚭ 1708 Elisabeth Christine von Braunschweig-Wolfenbüttel (1691–1750) | Kaiser Karl VI. (1685–1740) ⚭ 1708 Elisabeth Christine von Braunschweig-Wolfenbüttel (1691–1750)                | König Philipp V. (1683–1746) ⚭ 1714 Elisabetta Farnese (1692–1766)           | König Philipp V. (1683–1746) ⚭ 1714 Elisabetta Farnese (1692–1766)               | König August III. (1696–1763) ⚭ 1719 Maria Josepha von Österreich (1699–1757)                   | König August III. (1696–1763) ⚭ 1719 Maria Josepha von Österreich (1699–1757)               |
| Großeltern                    | Kaiser Franz I. Stephan (1708–1765) ⚭ 1736 Maria Theresia (1717–1780)                                      | Kaiser Franz I. Stephan (1708–1765) ⚭ 1736 Maria Theresia (1717–1780)                                      | Kaiser Franz I. Stephan (1708–1765) ⚭ 1736 Maria Theresia (1717–1780)                            | Kaiser Franz I. Stephan (1708–1765) ⚭ 1736 Maria Theresia (1717–1780)                                           | König Karl III. (1716–1788) ⚭ 1738 Maria Amalia von Sachsen (1724–1760)      | König Karl III. (1716–1788) ⚭ 1738 Maria Amalia von Sachsen (1724–1760)          | König Karl III. (1716–1788) ⚭ 1738 Maria Amalia von Sachsen (1724–1760)                         | König Karl III. (1716–1788) ⚭ 1738 Maria Amalia von Sachsen (1724–1760)                     |
| Eltern                        | Kaiser Leopold II. (1747–1792) ⚭ 1765 Maria Ludovica von Spanien (1745–1792)                               | Kaiser Leopold II. (1747–1792) ⚭ 1765 Maria Ludovica von Spanien (1745–1792)                               | Kaiser Leopold II. (1747–1792) ⚭ 1765 Maria Ludovica von Spanien (1745–1792)                     | Kaiser Leopold II. (1747–1792) ⚭ 1765 Maria Ludovica von Spanien (1745–1792)                                    | Kaiser Leopold II. (1747–1792) ⚭ 1765 Maria Ludovica von Spanien (1745–1792) | Kaiser Leopold II. (1747–1792) ⚭ 1765 Maria Ludovica von Spanien (1745–1792)     | Kaiser Leopold II. (1747–1792) ⚭ 1765 Maria Ludovica von Spanien (1745–1792)                    | Kaiser Leopold II. (1747–1792) ⚭ 1765 Maria Ludovica von Spanien (1745–1792)                |
| Alexander Leopold             | | |                                                                                                  | |                                                                              |                                                                                  |                                                                                                 |                                                                                             |